# Luigi Pecskai
Luigi Pecskai   (Fiume Veneto, 21 de juliol de 1880 - Thursley, 24 de febrer de 1944), conegut també com a Louis Pécskai, fou un violinista italià d'origen hongarès.
En la Reial Acadèmia de Budapest, va estudiar amb els mestres Baldini i Jenő Hubay. Debutà a Fiume sent un infant el 1886, i després aparegué successivament a Londres, Roma, Florència, Ancona, Torí, Budapest, París, Viena, Berlín, Venècia, Milà, Pàdua, Gratz, i en les principals poblacions d'Itàlia, Hongria, Suïssa i Anglaterra, país en el que anà a morir.